# Edward L. Moyers
Edward L. Moyers Jr. (geboren am 3. Oktober 1928 bei Meridian, Mississippi; gestorben am 5. Juni 2006 in Naples, Florida) war ein amerikanischer Eisenbahnmanager.

## Leben
Edward L. Moyers Jr. wuchs in Vicksburg auf. Sein Vater war bei der Illinois Central Railroad beschäftigt. 1947 erhielt er einen Abschluss an der Chamberlain-Hunt Military Academy in Port Hudson. Danach diente er in der United States Navy im Koreakrieg. Anschließend studierte er an der Louisiana Tech University. Er war verheiratet und hatte zwei Kinder.
1955 begann er bei der Illinois Central Railroad zu arbeiten. Zunächst war er Track Foreman und arbeitete sich bis 1977 bis zum Assistant Division Superintendent nach oben. In diesem Jahr wechselte er zur Peoria and Pekin Union Railroad und wurde Vice Präsident for Operations.
Anfang der 1980er Jahre begann die nun Illinois Central Gulf genannte Bahngesellschaft, ihr Streckennetz drastisch zu verkleinern. Mit der finanziellen Unterstützung des Investmentunternehmens Prospect Group erwarb er 1985 zusammen mit Mark Levin von der Illinois Central für 125,5 Millionen Dollar ein Streckennetz im Umfang von 660 Kilometer und gründete die MidSouth Rail Corporation. Er wurde Präsident und CEO dieser Gesellschaft. Während seiner Tätigkeit bei diesem Unternehmen vergrößerte er das Streckennetz auf 1930 Kilometer.
Nachdem die Whitman Corporation 1988 die Bahntochter Illinois Central Transportation abgestoßen hatte, überzeugte er die Prospect Group diese Bahngesellschaft zu übernehmen. Der Plan wurde 1989 umgesetzt und Edward Moyers wurde Präsident und Chief Executive Officer (CEO) der neu gegründeten Illinois Central Corporation. Auf Grund kartellrechtlicher Anforderungen musste er jedoch seine Tätigkeit bei der MidSouth Rail beenden. Nach dem Rücktritt des Chairman der Illinois Central W. Wallace McDowell, Jr. (Chairman und CEO der Prospect Group) 1990, wurde er dessen Nachfolger. Einer seiner ersten Schritte war die komplette Auswechslung der leitenden Angestellten und eine starke Reduzierung der Führungspositionen. Um die Wirtschaftlichkeit des Unternehmens zu erhöhen, verkaufte er nicht oder wenig genutztes Anlagevermögen und baute die zentrale Nord-Süd-Strecke der Illinois Central zwischen Chicago und New Orleans zu einer eingleisigen Strecke um. So konnte er das Geschäftsergebnis aus dem Bahnbetrieb von 18 Millionen Dollar (1989) auf 87 Millionen Dollar (1990) steigern. Unter seiner Führung wurde die Bahngesellschaft zur wirtschaftlichste Class-1-Gesellschaft. Außerdem konnte er die Kreditbelastung des Unternehmens stark reduzieren. Moyers versuchte vergeblich, die MidSouth Rail zu übernehmen. Obwohl er seinen bestehenden Vierjahresvertrag gerade erst um weitere vier Jahre verlängert hatte, kündigte er Anfang 1993 unerwartet und ging in den Ruhestand. Sein Nachfolger wurde E. Hunter Harrison. Anschließend unterzog er sich einer Herzoperation.
Der Eigentümer der Southern Pacific Rail Corporation, Philip Anschutz konnte ihn jedoch im selben Jahr dazu gewinnen, die wirtschaftlich angeschlagene Bahngesellschaft zu führen. Er wurde Präsident und CEO der Southern Pacific Rail Corporation und Chairman und CEO der Bahntochter. Es gelang ihm, das Unternehmen wieder in die schwarzen Zahlen zu bringen und das Vertrauen der Kunden zurückzugewinnen. In dieser Position blieb er bis 1995. Seine weiterhin bestehenden gesundheitlichen Probleme führten dazu, dass er 1995 von seinem Posten zurücktrat.
Danach war er weiter beratend im Eisenbahnbereich tätig. So unterstützte er die Umsetzung von brasilianischen Bahnprojekten.
Neben seiner Tätigkeit im Bahnbereich war er im Aufsichtsrat des Millsaps College und der Deposit Guaranty National Bank. 1989 wurde er vom Jackson Journal of Business mit der Auszeichnung „Captain of Industry“ geehrt. Das Eisenbahnfachmagazin Railway Age ernannte ihn 1995 zum „Railroader of the Year“.